# Home (2015)
Home is een Amerikaanse 3D-computeranimatiefilm uit 2015 die werd geproduceerd door DreamWorks Animation en gedistribueerd door 20th Century Fox. De film is geregisseerd door Tim Johnson. De belangrijkste stemmen in de film zijn ingesproken door Jim Parsons, Rihanna en Jennifer Lopez. Het verhaal is gebaseerd op het kinderboek The True Meaning of Smekday van Adam Rex. De film ging op 7 maart 2015 in wereldpremière in Boulder (Colorado) op het Boulder International Film Festival.

## Verhaal
Een groep ruimtewezentjes onder leiding van Kapitein Smek willen de aarde veroveren voor hun nieuw thuis. Een handjevol mensen weten te ontsnappen uit de handen van Smek, onder wie het tienermeisje Tip. Als ze het vriendelijke ruimtewezen Oh ontmoet die verstoten is van de groep, proberen ze samen de mensheid te redden.

## Stemverdeling
| Personage            | Engelse stem   | Nederlandse stem | Vlaamse stem     |
| -------------------- | -------------- | ---------------- | ---------------- |
| Oh                   | Jim Parsons    | Paul Groot       | Rik Verheye      |
| Gratuity 'Tip' Tucci | Rihanna        | Leona Philippo   | Liesbeth De Wolf |
| Captain Smek         | Steve Martin   | Frans Limburg    | Peter Thyssen    |
| Lucy                 | Jennifer Lopez | Cystine Carreon  | Ini Massez       |
| Kyle                 | Matt L. Jones  | Thijs van Aken   | Maarten Bosmans  |
| Gorg Commander       | Brian Stepanek |                  |                  |

## Muziek
De originele filmmuziek werd gecomponeerd door Lorne Balfe. De zangeressen Rihanna en Jennifer Lopez die hun stem hebben verleend in de film, zongen ook de liedjes in de film. Deze muziek werd ook uitgebracht op een soundtrackalbum. De nummers "Towards the Sun" van Rihanna en "Feel the Light" van Jennifer Lopez werden ook op single uitgebracht.